# Reno No 51
Pour les articles homonymes, voir Reno.
Reno No 51 est une municipalité rurale du Sud-Ouest de la Saskatchewan au Canada. Elle est située dans la Division No 4 (en) juste au nord de la frontière avec les États-Unis et à l'est de la frontière avec l'Alberta. Le siège municipal est situé dans le village de Consul. En 2006, elle a une population de 462 habitants.

## Démographie
Lors du recensement de 2006 de Statistiques Canada, la municipalité rurale de Reno No 51 avait une population de 462 habitants, une croissance démographique de 1,1% par rapport à sa population de 2001.
| 2001 | 2006 | 2011 | 2016 |
| ---- | ---- | ---- | ---- |
| 457  | 462  | 399  | 379  |

## Géographie
Le territoire de Reno No 51 couvre une superficie de 3 460,66 km2. Il est contigu aux municipalités rurales de Maple Creek No 111 (en), White Valley No 49 (en) et Frontier No 19 ainsi que du comté de Cypress en Alberta et des comtés de Hill et de Blaine au Montana.
La municipalité rurale de Reno No 51 comprend un seul village, Consul, qui est le siège municipal. Il comprend plusieurs localités dont quelques-unes sont d'anciens villages :
- Altwan
- Battle Creek
- Govenlock (dissous en tant que village le 1er janvier 1976)
- Merryflat
- Nashlyn
- Notukeu
- Oxarat
- Palisade
- Rangeview (en)
- Robsart (dissous en tant que village le 1er janvier 2002)
- Senate (dissous en tant que village le 1er janvier 1994)
- Supreme
- Tyro
- Vidora (dissous en tant que village le 1er janvier 1952 ; ancien siège de la municipalité)
- West Plains
- Willow Creek (en)

La municipalité rurale de Reno No 51 est traversée par cinq routes principales : l'autoroute 13, l'autoroute 18, l'autoroute 21 (en), la route 615 (en) et la route 271 (en). Elle est également traversée par le Grand chemin de fer de l'Ouest.